# Blue1
Blue1 (mã IATA: KF; mã ICAO: BLF) là hãng hàng không lớn thứ nhì Phần Lan (sau Finnair), do Tập đoàn SAS làm chủ hoàn toàn. Blue1 khai thác các tuyến bay trong nước và từ Phần Lan tới các nước châu Âu. Năm 2004, Blue1 đã chở 1.139.700 hành khách, tăng 152,4% so với năm 2001 (451.600 khách). Căn cứ chính của hãng ở Sân bay Helsinki-Vantaa..

## Lịch sử
Blue1 được thành lập năm 1997 và bắt đầu hoạt động năm 1998 dưới tên Air Botnia (Botnia là tên eo biển ngăn cách Phần Lan với Thụy Điển). Tháng 3 năm 1999, Air Botnia thay đổi cơ cấu thành công ty hàng không vùng, với các đường bay trong nước và các đường bay tới Oslo, Stockholm và Copenhagen. Năm 2000 Air Botnia gia nhập Hiệp hội Vận tải Hàng không Quốc tế (IATA). Năm 2002, Air Botnia bắt đầu mở các đường bay tới các nước châu Âu. Ngày 1 tháng 1 năm 2004 Air Botnia đổi tên thành Blue1 và ngày 3 tháng 11 năm 2004 gia nhập Star Alliance với tư cách hội viên vùng. Blue1 tham gia chương trình EuroBonus và chia sẻ khách cũng như các lounges phi trường với Hãng hàng không Scandinavia.

## Đội máy bay
(Tháng 2/2008): 

## Các nơi đến
- Đan Mạch
  - Copenhagen
- Phần Lan
  - Helsinki
  - Kittilä
  - Kuopio
  - Oulu
  - Rovaniemi
  - Tampere
  - Turku
  - Vaasa
- Pháp
  - Paris
  - Nice
- Đức
  - Hamburg
- Hy Lạp
  - Athena
- Ý
  - Roma
  - Milano
- Anh
  - London
- Na Uy
  - Oslo
- Ba Lan
  - Warszawa
- Tây Ban Nha
  - Barcelona
- Thụy Điển
  - Stockholm
  - Göteborg
- Thụy Sĩ
  - Zürich